# 憲聖慈烈皇后
憲聖慈烈皇后（けんせいじれつこうごう）は、南宋の高宗の2番目の皇后。姓は呉氏。

## 生涯
開封府の人。珠宝商人の呉近と妻の張氏の三女。幼いとき、「侍康」という夢のお告げがあったという。
初め、康王趙構（後の高宗）の側女を務めた。靖康の変の際、使節として開封を離れていた趙構に付き従っていたため、金軍による連行を免れた。高宗が即位すると、和義郡夫人に封ぜられた。呉氏は容姿は平凡であったが、読書を好み、武術を会得し、金兵が攻めてきたとき船酔いに負けず先頭に立った気概を買われ、日増しに寵遇を受けるようになった。高宗は即位前後の数年間は流亡を続け、呉氏は戎服を着て帯刀し、衛士のように側に仕えた。
建炎4年（1130年）に才人に封ぜられ、その後に婉儀に進んだ。紹興12年（1142年）4月、貴妃に封ぜられた。同年8月、金と南宋の間に紹興の和議が成立し、高宗の母の韋氏が高宗の許に還された。またその際、康王時代からの正妻で金に抑留されたまま皇后に立てていた邢氏の死を知らされた。翌紹興13年（1143年）閏4月、呉氏は皇后に立てられた。
紹興32年（1162年）、高宗は（皇后呉氏が愛育した2人目の養子の趙伯玖（趙璩）を差し置いて）養子のなかでもっとも才幹のある趙眘（孝宗）に譲位し、自らは太上皇を称した。呉氏は太上皇后として敬われ、徳寿宮に移った。淳熙14年（1187年）、高宗は崩御した。淳熙16年（1189年）、孝宗も子の趙惇（光宗）に譲位して太上皇となり、呉氏は寿聖太皇太后と改号された。
紹熙5年（1194年）に孝宗が崩ずると、父と反目した光宗が病と称して喪を執り行わなかったので、群臣らの憤りを引き起こした。宰相の留正が朝廷を去る中、80歳の呉氏は太宗の末裔で知枢密院事の趙汝愚の建議を納れ、太皇太后として垂簾聴政し、光宗の廃位を宣布の上、光宗の子の趙拡（寧宗）を立てた。そのとき、柱にしがみついて逃げ回る曾孫を叱責してみずから帝服を着せたという。翌日、政権は寧宗に移管された。寧宗の下で権力をふるった韓侂冑は、寧宗の皇后韓氏と同族であるが、また呉氏の妹の子でもあった。
慶元元年（1195年）、寿聖隆慈備福光祐太皇太后と改号され、重華宮に移った。慶元3年11月2日（1197年12月12日）、83歳で崩御。「憲聖慈烈」と諡され、高宗の永思陵に合葬された。

## 伝記資料
- 『靖康稗史箋證』
- 『宋史』
- 『宋会要輯稿』
- 『建炎以来朝野雑記』